# Opius lonicerae
Opius lonicerae är en stekelart som beskrevs av Fischer 1958. Opius lonicerae ingår i släktet Opius och familjen bracksteklar. Inga underarter finns listade i Catalogue of Life.